# Ehemaliges Amtshaus Seeheim

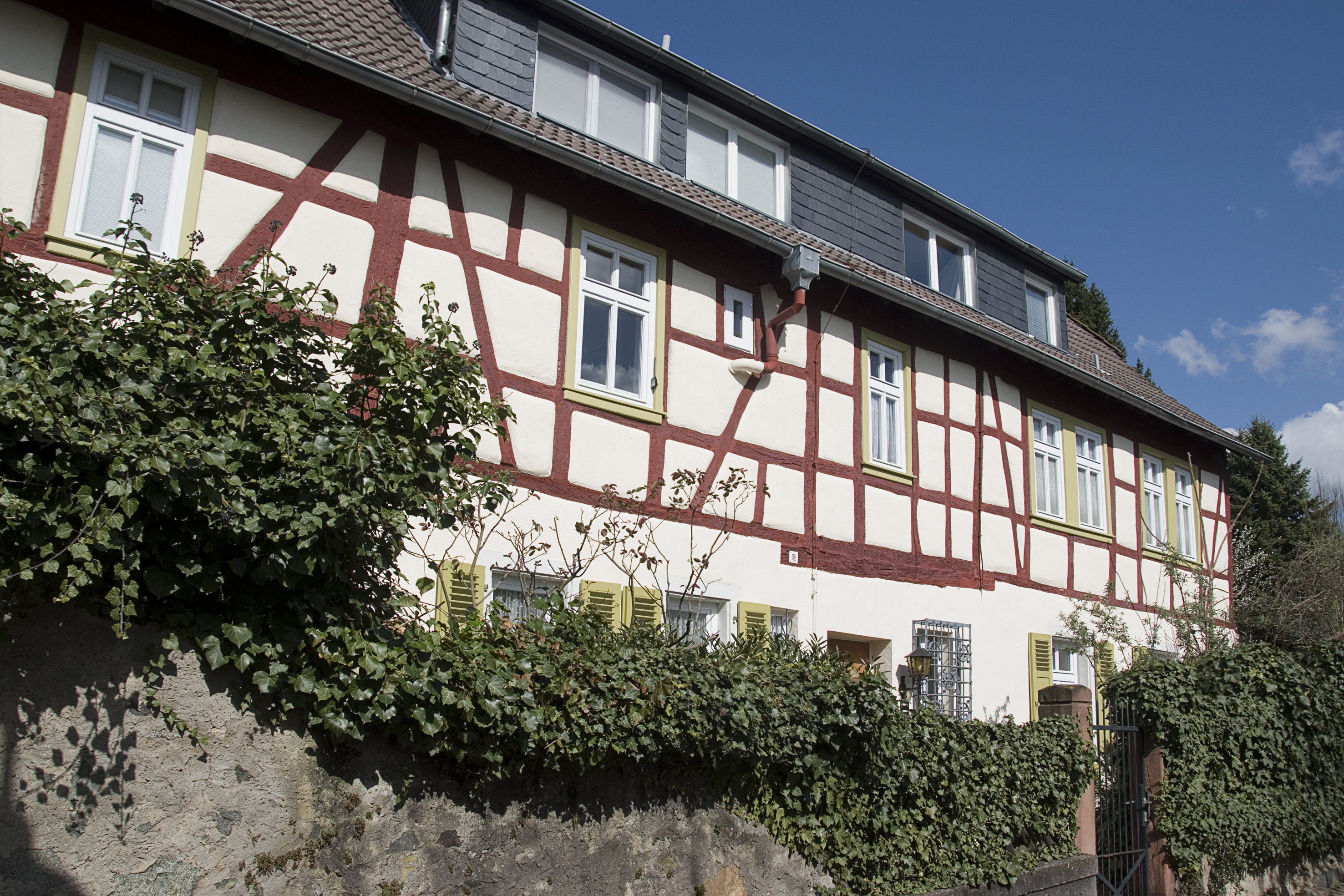
Ehemaliges Amtshaus Seeheim

Das Ehemalige Amtshaus Seeheim ist ein denkmalgeschütztes Gebäude in Seeheim (Seeheim-Jugenheim).

## Geschichte
Das alte Amtshaus wurde ab dem 14. Jahrhundert erbaut. Ursprünglich war die Burg Tannenberg Verwaltungsmittelpunkt. Nach der Zerstörung der Tannenburg im Jahr 1399 wurde ein neuer Sitz für den Amtmann im Amt Seeheim benötigt. Das Amtshaus war das Wohngebäude des Amtmanns und Teil eines Komplexes aus Wirtschaftsgebäuden, Stallungen, Keller und Zehntscheuer. Um 1560 hatte die Anlage den baulichen Höhepunkt erreicht. Das Obergeschoss des Amtshauses stammt aus dem 18. Jahrhundert.
Im Haus lebte Georg Christoph Lichtenberg.

## Gebäude
Es handelt sich um ein langes zweigeschossiges Haus mit Walmdach in der Villastraße 2. Das Erdgeschoss ist aus Massivstein, das Obergeschoss ist in Fachwerkbauweise ausgeführt. Es steht aus ortsgeschichtlichen Gründen unter Denkmalschutz.